# Tunuyán
Tunuyán est une ville de la province de Mendoza, en Argentine, et le chef-lieu du département de Tunuyán. Elle est située sur les rives du río Tunuyán, à 79 km (83 km par la route) au sud de la ville de Mendoza, à 875 m d'altitude.
Elle comptait 40 436 habitants au recensement de 2001.

## Économie
La région est fameuse pour sa production de vins argentins. Le département de Tunuyán fait partie des trois départements de la Valle de Uco avec les départements de Tupungato et de San Carlos.
La région produit essentiellement des pommes et des vins.

## Curiosités
La ville compte deux musées.
Le premier est le Musée Archéologique, où l'on conserve les objets de la culture préhispanique qui occupait la région entre les 5 000 av. J.-C. et 1200 apr. J.-C.
Le second est le Musée San Martín, qui garde des souvenirs de la vie et de l'œuvre du Général José de San Martín et de son passage en ces lieux en 1823.

## Les fêtes
- Festival de la Rose et de l'Artisanat : en janvier.
- Fête du retour de José de San Martín : le dernier dimanche de janvier.
- Festival de la Tonada, le « festival de la chanson » : 1re semaine de février.
- Fiesta departamental de la Vendimia ou « fête départementale des vendanges »
- Vía Crucis de la Montaña, ou « Chemin de Croix de la Montagne » : dernière semaine d'avril.
- Commémoration du décès de San Martín, 17 août
- Día del estudiante y de la primavera, « jour de l'étudiant et du printemps » : 2e et 3e semaine de septembre.
- Anniversaire de Tunuyán : 25 novembre